# 限時動態
《限時動態》是香港組合SENZA A Cappella的第三個原創單曲，於2020年8月24日發行，其後收錄於他的個人首張細碟《Circle of Fifths (專輯)》，並演唱於《Circle of Fifths》和《無》演唱會。歌曲的主題圍著Instagram的限時動態功能，呼籲大眾減少使用電話以留意身邊更加值得珍惜或留意的東西。
2023年，Peace Lo製造了《限時動態》的另一個版本，並收錄於《Blue Hour》中。

## 創作背景
在2020年，當時Instagram的限時動態功能開始興起，使其變得縱所周知。Peace Lo因而因為其獨特的功能，而製造一首關於其的歌曲。
此外，SENZA A Cappella亦想嘗試用無伴奏合唱的形式製造其他類型的歌曲，不止局限於一些治癒或感動的歌曲，展現人聲的可能性。

## 詞曲
隨著科技的進步和發達，人們抒發的內容的媒介越來越短。以前的人會寫網路日誌去抒發，到後來發佈帖子，到現在更只把想抒發的內容濃縮到一個限時動態的時間。抒發的內容越來越簡短。現在，我們不同內容的承載量越來越多，卻令我們忽略或忘記了一些細節，一個接一個的十五秒，存活期只有廿四小時。時限一到，便如洋燭一樣熄滅。
加上，限時動態的功能也有可能令人與人之間的關係變得更疏遠，以前會約朋友出來聊天，但現在可能只需要一個限時動態就能了事。所以SENZA A Cappella想利用此歌告訴大眾們應留意身邊更加值得珍惜或留意的東西。我們可以為記憶而快樂，為記憶而悲痛，但一切都不能逃過歲月的流逝。
該歌曲屬於R&B類型，歌曲使用Hip Hop元素，聽起來比較生動，亦邀請了Geniuz F the FUTURE加入饒舌的元素，給人一種不一樣的無伴奏合唱風格。

## 音樂錄像
MV加入了一些限時動態的編輯，描繪SENZA A Cappella各成員唱歌的畫面，MV亦有Geniuz F the FUTURE饒舌片段。

## 製作
歌曲由Peace Lo作曲和編曲，林雪平填詞，SENZA A Cappella監製，精選演出者為Geniuz F the FUTURE。
音樂錄像：
- 導演：卡卡豪
- 攝影指導：Kelvin Lau
- 攝影助理：Ho Tsz Kin
- 剪接師：卡卡豪
- 製作：捕影快鉄
- 製片：波核屎
- 燈光指導：C.T.Fung
- 燈光助理：Ho Tsz Kin
- 美術：fanshu
- 美術助理：Yoko
- 服裝：fanshu
- 製作助理：ChangKit / Aaron.C
- 化妝：Emily HiuTing
- 髮型：Euling Chow

## 歌曲成績
| 派台歌曲成績（五台） | 派台歌曲成績（五台） | 派台歌曲成績（五台） | 派台歌曲成績（五台） | 派台歌曲成績（五台） | 派台歌曲成績（五台） | 派台歌曲成績（五台） |
| -------------------- | -------------------- | -------------------- | -------------------- | -------------------- | -------------------- | -------------------- |
| 唱片                 | 曲目                 | 903                  | RTHK                 | 997                  | TVB                  | ViuTV                |
| 2020年               |                      |                      |                      |                      |                      |                      |
| Circle of Fifths     | 限時動態             | -                    | 20                   | -                    | ×                    | -                    |

- （*）上榜中
- （-）未能上榜
- （×）沒有派往該台
- （(1)）兩週冠軍